# Zhujiajiao
Zhujiajiao, tidigare känt som Chukiakio, är en köping i Kina.   Den ligger i Qingpu i provinsen Shanghai, i den östra delen av landet, 1 100 km söder om huvudstaden Peking. Antalet invånare vid folkräkningen 2010 är 94 351. Befolkningen består av 44 510 kvinnor och 49 841 män. Barn under 15 år utgör 8,0 %, vuxna 15-64 år 80 %, och äldre över 65 år 10,0 %.